# Xestospongia diprosopia
Xestospongia diprosopia är en svampdjursart som först beskrevs av De Laubenfels 1930.  Xestospongia diprosopia ingår i släktet Xestospongia och familjen Petrosiidae.
Artens utbredningsområde är Kalifornien. Inga underarter finns listade i Catalogue of Life.